# Eliseo Prado
Eliseo Prado est un footballeur argentin né le 17 septembre 1929 à Almagro, et mort le 10 février 2016. Il évoluait au poste d'attaquant. 

## Carrière
- 1948-1958 : River Plate ( Argentine)
- 1959-1962 : Gimnasia y Esgrima La Plata ( Argentine)
- 1963 : Sportivo Italiano ( Argentine)[2]

## Palmarès
- Champion d'Argentine en 1952, 1953, 1955, 1956 et 1957 avec River Plate